# Норовка (Ульяновська область)
Норовка (рос. Норовка) — село в Цильнинському районі Ульяновської області Російської Федерації.
Населення становить 126 осіб. Входить до складу муніципального утворення Большенагаткинське сільське поселення.

## Історія
Від 2004 року входить до складу муніципального утворення Большенагаткинське сільське поселення.

## Населення
| 1766 | 1903 | 2010 |
| ---- | ---- | ---- |
| 444  | ↗572 | ↘126 |